# Автобиографията на Чарлз Дарвин
„Автобиографията на Чарлс Дарвин“ (на английски: The Autobiography of Charles Darwin) е автобиография на британския учен Чарлз Дарвин, публикувана през 1887 г., пет години след неговата смърт.
Дарвин написва книга, която озаглавява „Спомени за развитието на моя ум и характер“ (Recollections of the Development of my Mind and Character), предназначена за семейството му. Той заявява, че започва да я пише на 28 май 1876 г. и до 3 август я завършва.
Книгата е редактирана от сина му – Франсиз Дарвин, който премахва няколко пасажа, отразяващи критическите възгледи на Чарлз Дарвин за Бог и християнството. Произведението е публикувано в Лондон от издателя Джон Мърей като част от „Животът и писмата на Чарлз Дарвин, включително една автобиографична глава“ (The life and letters of Charles Darwin, including an autobiographical chapter).
Пропуснатите пасажи са възстановени по-късно от правнучката на Дарвин – Нора Барлоу в издание от 1958 г. по случай навършването на 100 години от публикуването на „Произходът на видовете“. Това издание е публикувано в Лондон под заглавие „Автобиографията на Чарлз Дарвин 1809 – 1882“ (The autobiography of Charles Darwin 1809 – 1882).
Оригиналът е обществено достояние поради изтичане на повече от 70 години от смъртта на автора. Последната версия, обаче, е обект на авторски права. И двата варианта могат да бъдат намерени на сайта Darwin-online.org.uk.